# Nejlepší nahrávač Tipsport ligy (Slovensko)
Nejlepší nahrávač Tipsport ligy je každoročně udělované ocenění pro hráče, jenž přihraje na vstřelenou branku v základní části sezóny slovenské ligy.

## Držitelé
| Sezóna    | Hráč                          | Klub                                      | Počet asistencí v ZČ |
| --------- | ----------------------------- | ----------------------------------------- | -------------------- |
| 1993/1994 | Roman Kontšek                 | Dukla Trenčín                             | 31 asistencí         |
| 1994/1995 | Karol Rusznyák                | HC Slovan Bratislava                      | 29 asistencí         |
| 1995/1996 | Vlastimil Plavucha            | HC Košice                                 | 36 asistencí         |
| 1996/1997 | Branislav Jánoš               | Dukla Trenčín                             | 45 asistencí         |
| 1997/1998 | Peter Junas                   | HC ŠKP Poprad                             | 42 asistencí         |
| 1998/1999 | Roman Iljin                   | HC Slovan Bratislava                      | 36 asistencí         |
| 1999/2000 | Petr Vlk                      | HK 32 Liptovský Mikuláš                   | 40 asistencí         |
| 2000/2001 | Petr Vlk Richard Šechný       | HKm Zvolen                                | 46 asistencí         |
| 2001/2002 | Richard Šechný                | HKm Zvolen                                | 35 asistencí         |
| 2002/2003 | Miroslav Škovira Petr Kořinek | HC Košice HKm Zvolen                      | 34 asistencí         |
| 2003/2004 | Zdeno Cíger                   | HC Slovan Bratislava                      | 38 asistencí         |
| 2004/2005 | Pavol Demitra                 | Dukla Trenčín                             | 54 asistencí         |
| 2005/2006 | Richard Šechný                | HKm Zvolen                                | 37 asistencí         |
| 2006/2007 | René Školiak                  | HK 36 Skalica                             | 50 asistencí         |
| 2007/2008 | Peter Klouda                  | HKm Zvolen                                | 50 asistencí         |
| 2008/2009 | Juraj Mikúš                   | HK 36 Skalica                             | 59 asistencí         |
| 2009/2010 | Peter Klouda                  | HK Aquacity ŠKP Poprad                    | 40 asistencí         |
| 2010/2011 | Miroslav Štefanka             | HC K´CERO Nitra                           | 39 asistencí         |
| 2011/2012 | Žigmund Pálffy                | HK 36 Skalica                             | 57 asistencí         |
| 2012/2013 | René Školiak                  | HK 36 Skalica                             | 48 asistencí         |
| 2013/2014 | Jozef Stümpel                 | HK Nitra                                  | 51 asistencí         |
| 2014/2015 | Kamil Brabenec                | HKm Zvolen                                | 46 asistencí         |
| 2015/2016 | Kamil Brabenec                | HKm Zvolen                                | 39 asistencí         |
| 2016/2017 | Mathew Maione                 | HC ’05 iClinic Banská Bystrica            | 47 asistencí         |
| 2017/2018 | Michal Kristof                | HK Nitra                                  | 40 asistencí         |
| 2018/2019 | Éric Faille Michal Chovan     | HC ’05 iClinic Banská Bystrica HKm Zvolen | 48 asistencí         |
| 2019/2020 | Brock Trotter                 | HKm Zvolen                                | 46 asistencí         |
| 2020/2021 | Michal Chovan                 | HC Košice                                 | 44 asistencí         |
| 2021/2022 | Patrik Svitana                | HK Poprad                                 | 39 asistencí         |
| 2022/2023 | Michael Huntebrinker          | HKm Zvolen                                | 37 asistencí         |
| 2023/2024 | Olivier Archambault           | HC Košice                                 | 45 asistencí         |
| 2024/2025 | Andrew Calof                  | HK Poprad                                 | 49 asistencí         |